# Kobbi & Nielsen
Kobbi & Nielsen, também conhecida como Kobbi Gallery, é uma galeria de arte dedicado a fotografias. A galeria foi criada em 2022 por Anderson Nielsen e Eduardo El Kobbi, tendo sede na Travessa Alonso, 23, Beco do Batman, Vila Madalena, São Paulo. A entrada é grátis.